# Tiro com arco nos Jogos Olímpicos de Verão de 1980 - Individual feminino
A prova individual feminina do tiro com arco nos Jogos Olímpicos de Verão de 1980 de 30 de julho a 2 de agosto daquele ano no Krylatskoye Sports Complex Archery Field em Moscou. O evento consistiu em uma rodada dupla FITA. Para cada rodada, o arqueiro disparou 36 flechas em cada uma das quatro distâncias – 70, 60, 50 e 30 metros. A pontuação mais alta para cada flecha foi de 10 pontos, dando um máximo possível de 2.880 pontos.

## Medalhistas
A medalha de ouro foi para a georgiana soviética Keto Losaberidze, a principal arqueira soviética da década de 1970. Losaberidze também conquistou títulos mundiais por equipes em 1973 e 1981, um título europeu individual em 1972 e títulos europeus por equipes em 1972, 1978 e 1980. A medalha de prata em Moscou foi para sua companheira de equipe, Natalya Butuzova, mais tarde campeã mundial de 1981 e vencedora do Campeonato Europeu em 1980 e 1982.
| Ouro   | URS Keto Losaberidze |
| Prata  | URS Natalya Butuzova |
| Bronze | FIN Päivi Meriluoto  |

## Resultados
| Pos. | Arqueira              | País                | Rodada 1 Pts | Parcial | Rodada 2 Pts | Parcial | Total |
| 1    | Keto Losaberidze      | URS União Soviética | 1257         | 1       | 1234         | 1       | 2491  |
| 2    | Natalya Butuzova      | URS União Soviética | 1251         | 2       | 1226         | 3       | 2477  |
| 3    | Paivi Meriluoto       | FIN Finlândia       | 1217         | 3       | 1232         | 2       | 2449  |
| 4    | Zdenka Padevetova     | TCH Checoslováquia  | 1206         | 4       | 1199         | 5       | 2405  |
| 5    | Gwang Sun-O           | PRK Coreia do Norte | 1195         | 5       | 1206         | 4       | 2401  |
| 6    | Catherina Floris      | NED Países Baixos   | 1186         | 7       | 1196         | 6       | 2382  |
| 7    | Maria Szeliga         | POL Polônia         | 1190         | 6       | 1175         | 8       | 2365  |
| 8    | Lotti Tschanz         | SUI Suíça           | 1184         | 8       | 1162         | 13      | 2346  |
| 9    | Terene Donovan        | AUS Austrália       | 1172         | 10      | 1171         | 10      | 2343  |
| 10   | Franca Capetta        | ITA Itália          | 1164         | 12      | 1178         | 7       | 2342  |
| 11   | Jadwiga Wilejto       | POL Polônia         | 1165         | 11      | 1163         | 12      | 2328  |
| 12   | Judit Kovacs          | HUN Hungria         | 1155         | 13      | 1168         | 11      | 2323  |
| 13   | Aurora Chin           | ROM Romênia         | 1174         | 9       | 1145         | 17      | 2319  |
| 14   | Capita Jussila        | FIN Finlândia       | 1140         | 15      | 1158         | 15      | 2298  |
| 15   | Carole Toy            | AUS Austrália       | 1123         | 17      | 1162         | 14      | 2285  |
| 16   | Anna-Lisa Berglund    | SWE Suécia          | 1140         | 14      | 1143         | 18      | 2283  |
| 17   | Sok Chang-Suk         | PRK Coreia do Norte | 1119         | 18      | 1150         | 16      | 2269  |
| 18   | Erika Ulrich          | SUI Suíça           | 1069         | 27      | 1171         | 9       | 2240  |
| 19   | Hazel Greene          | IRL Irlanda         | 1123         | 16      | 1106         | 22      | 2229  |
| 20   | Jitka Dolejsi         | TCH Checoslováquia  | 1102         | 21      | 1117         | 20      | 2219  |
| 21   | Margit Szobi          | HUN Hungria         | 1082         | 26      | 1134         | 19      | 2216  |
| 22   | Gillian Patterson     | GBR Grã-Bretanha    | 1114         | 19      | 1102         | 23      | 2216  |
| 23   | Chagdar Biambasuren   | MGL Mongólia        | 1108         | 20      | 1108         | 21      | 2216  |
| 24   | Terezia Preda         | ROM Romênia         | 1097         | 22      | 1098         | 26      | 2195  |
| 25   | Christine Harris      | GBR Grã-Bretanha    | 1087         | 24      | 1100         | 25      | 2187  |
| 26   | Arci Kempner          | BRA Brasil          | 1084         | 25      | 1102         | 24      | 2186  |
| 27   | Tzvetanka Stoytcheva  | BUL Bulgária        | 1089         | 23      | 1055         | 29      | 2144  |
| 28   | Joanna Agius          | MLT Malta           | 1052         | 29      | 1067         | 27      | 2119  |
| 29   | Tsedendorj Bazarsuren | MGL Mongólia        | 1053         | 28      | 1059         | 28      | 2112  |